# Connoquenessing (Pennsylvanie)
Pour les articles homonymes, voir Connoquenessing.
Connoquenessing, également appelé Conaquenessing, Conequenessing, Conoquenessing, Petersburg ou Petersville, est un borough situé au sud-ouest de la partie centrale du comté de Butler, en Pennsylvanie, aux États-Unis,. En 2010, il comptait une population de 528 habitants.

## Démographie
Lors du recensement de 2010, le borough comptait une population de 528 habitants. Elle est estimée, en 2017, à 588 habitants.

### Source de la traduction
- (en) Cet article est partiellement ou en totalité issu de l’article de Wikipédia en anglais intitulé « Connoquenessing, Pennsylvania » (voir la liste des auteurs).